# 星野靖彦
星野 靖彦（ほしの やすひこ、1965年2月4日 - ）は、日本の作曲家、編曲家、音楽プロデューサー、テクノミュージシャン。神奈川県横浜市出身。横浜市立桜丘高等学校卒業。別名MAXIMIZOR、STARR GAZER、DINO STARR、Y.HOSHINO。

## 経歴
1980年代後半に松浦勝人が創設した現在のエイベックスに所属し、同社のレーベルであるD-FORCE、avex traxより「MAXIMIZOR」、「STARR GAZER」の名義でテクノミュージシャンとして活動をしていた。そのほかにも「DINO STARR」、「Y.HOSHINO」などの名義でテクノポップやユーロビートのミュージシャンとして活動している。
MAXIMIZOR名義で発表した「Can't Undo This!!」は、後に「ジュリアナテクノ」と括られるようになった曲群の代名詞的な曲であり、ジュリアナ東京で踊るお立ち台ギャルを象徴する曲として今なおマスメディアで使用されている。バブル崩壊後の曲であるが、「バブル景気の象徴」と誤って捉えられやすい。
その後は、作曲家・編曲家として浜崎あゆみ、V6、安室奈美恵など、同社に所属するアーティストの楽曲を数多く手掛けている。1997年にはMAXの「Give me a Shake」で第39回日本レコード大賞優秀作品賞を受賞。

## 主な楽曲提供アーティスト
- 安室奈美恵
  - Stop the music（編曲）
  - GO! GO! 〜夢の速さで〜（編曲）
  - GET MY SHININ'（編曲）
  - Super Luck!（作曲・編曲）
  - GOOD-NIGHT（作曲）

- A.B.C-Z
  - ヒリヒリさせて（編曲）

- Every Little Thing
  - Home Sweet Home（編曲）

- 華原朋美
  - A Broken Wing（作曲）
  - True Mind（作曲）

- 北乃きい
  - サクラサク（作曲）

- ジャニーズWEST
  - アカンLOVE～純情愛やで～（作曲）

- D&D
  - LOVE IS A MELODY（編曲）

- Dream
  - Don't forget memory（作曲）
  - Colors -suspicion-（作曲）
  - ほんとの私（作曲）

- 20th Century
  - DAY〜今日から〜（作曲）
  - ジンクス（作曲）

- 岡田准一、20th Century
  - Alone again（編曲）

- 浜崎あゆみ
  - poker face（作曲）
  - FRIEND（作曲）
  - YOU（作曲）
  - For My Dear...（作曲・編曲）
  - Prologue（作曲・編曲）
  - A Song for ××（作曲・編曲）
  - Hana（作曲・編曲）
  - Present（作曲・編曲）
  - And Then（作曲）
  - kanariya（作曲）
  - End of the World（作曲）
  - girlish（作曲）
  - MOON（作曲）
  - blossom（作曲）
  - beloved（作曲）
  - Melody（作曲）
  - Bye-bye darling（作曲）
  - Gloria（作曲）

- V6
  - Theme of Coming Century（編曲）
  - MADE IN JAPAN（編曲）
  - 大丈夫（作曲・編曲）
  - 逃亡者－FUGITIVE－（作曲・編曲）
  - reprise．．．（作曲・編曲）
  - Born to run（作曲・編曲）
  - いいじゃない。（作曲・編曲）
  - STAY GOLD（編曲）
  - 僕の告白（作曲・編曲）
  - Happy New Year's Train（作曲・編曲）
  - TAKE ME HIGHER（編曲）
  - スキさ すっきゃねん（作曲・編曲）
  - いま!!（作曲・編曲）
  - LOOKIN' FOR MY DREAM（作曲・編曲）
  - KISS YOU,KISS ME（作曲・編曲）
  - WAになっておどろう（編曲）
  - WHAT'S COOL?（編曲）
  - EXIT（作曲）
  - Be Yourself!（編曲）
  - Without you（編曲）

- MAX
  - SO MUCH IN LOVE（編曲）
  - LOVE LOVE FIRE（編曲）
  - Give me a Shake（作曲）
  - HARMONY（編曲）
  - ENDLESS LOVE（編曲）
  - DON'T YOU LOVE ME（編曲）

- 観月ありさ
  - 抱きしめて!（作曲）
  - ずっとそばにいて（作曲）
  - Don't be shy（編曲）
  - walk into the lights（作曲・編曲）

- MISSION
  - 素肌の季節（作曲）

- 宮脇詩音
  - Introduction（作曲）
  - この世界で想うたった一人のひと（作曲）

## ディスコグラフィー

### MAXIMIZOR
アルバム
- Can't Undo This!!（Maximizor & Starr Gazer名義） - 1995年（AVCD-11117）

シングル
- Feel So Hot (Punk Ass Outta Here!) - 1992年（DFT-002）
- Can't Undo This!! - 1992年
- Feel So Hot （Maximizor Featuring Kam名義） - 1993年（AVCD-30009）
- I Like It (Give It To Me) （Maximizor Feat. Kam (3) + Paula (6)名義） - 1993年（DFT-007）
- Save It - 1994年（AVJS-1095）
- Don't Close Your Mind（Maximizor + John Robinson名義） - 1994年（AVJS-1096）
- Baby Baby ... Don't Stop! - 1996年（AVJT-2305）[1]。

### STARR GAZER
シングル
- Are U Wake Up? - 1992年（AVEX-1）
- Re-Flux（Starr Gazer Feat. Kam (3)名義） - 1993年（AVCD-30007）